# Ruta Estatal de Arizona 238
La Ruta Estatal de Arizona 238, y abreviada SR 238 (en inglés: Arizona State Route 238) es una carretera estatal estadounidense ubicada en el estado de Arizona. La carretera inicia en el oeste desde la SR 85     en Gila Bend hacia el este en la SR 260     en Maricopa. La carretera tiene una longitud de 32,6 km (20.27 mi).

## Mantenimiento
Al igual que las autopistas interestatales, y las rutas federales y el resto de carreteras estatales, la Ruta Estatal de Arizona 238 es administrada y mantenida por el Departamento de Transporte de Arizona por sus siglas en inglés ADOT.